# سامويل فنسنت
سامويل فنسنت (Samuel Vincent) (اسمه الكامل سامويل فنسنت كوث (Samuel Vincent Khouth)) هو ممثل كندي ولد في 5 أكتوبر 1971 في فانكوفر الشمالية، كولومبيا البريطانية.

## أدواره في الأنمي

### مسلسلات أنمي تلفزيونية
- البدلة المتنقلة جاندام سيد - أثرن زالا
- البدلة المتنقلة جاندام سيد ديستني - أثرن زالا
- أدغال الديجيتال - أرنب
- ريفايوس اللامتناهية - لوكسون هوجو
- البدلة المتنقلة جاندام 00 - تيريا إردي, هون لون
- زويدز زيرو - براد هنتر، سيباستيان
- همتارو - دكستر
- هيكارو نو غو - هيكارو شيندو
- ديث نوت - شيدو، ستيفن جيفاني
- دراغون درايف - دايسكي هاغيوارا
- إينوياشا - توكاجين
- المتحولون سايبرترون - كوبي
- ميجامان محارب النت - ثلجاوي
- كوروزوكا - كوون
- باك مان ومغامرات الأشباح - سبايرال، الرئيس سفيروس، بيترايوس

## أدواره في الرسوم المتحركة
- مارتن ميستري - مارتن ميستري، بيلي
- إد، إدد وإدي - إدد/إد بدالين
- الأرنب ريكيت - جاي شمفتون
- قصص توم وجيري - جيري
- سلغتيرا - إيلاي شين
- مصنف A للإمتياز - ليستر
- بايبي لوني تيونز - باغز، دافي
- نينجاغو - لويد

## وصلات خارجية
- سامويل فنسنت على موقع IMDb (الإنجليزية)
- سامويل فنسنت على موقع ميوزك برينز (الإنجليزية)
- سامويل فنسنت على موقع أول موفي (الإنجليزية)
- سامويل فنسنت على موقع ديسكوغز (الإنجليزية)
- سامويل فنسنت على موقع قاعدة بيانات الفيلم (الإنجليزية)
- سامويل فنسنت على موقع كينوبويسك (الروسية)
- سامويل فنسنت على موقع ANN person (الإنجليزية)